# Platensina tetrica
Platensina tetrica är en tvåvingeart som beskrevs av Erich Martin Hering 1939. Platensina tetrica ingår i släktet Platensina och familjen borrflugor. Inga underarter finns listade i Catalogue of Life.